# Kevin Bacon
Kevin Bacon (Philadelphia, 8. srpnja 1958.), američki kazališni i filmski glumac.
Rođen je kao najmlađi od šestero djece u vrlo bliskoj obitelji. Uloga u filmu Footloose 1984. godine donijela mu je status tinejdžerske zvijezde i označila početak uspješne filmske, ali i glazbene karijere. Kao trinaestogodišnjak je znao da će postati glumac, a kao sedamnaestogodišnjak odlazi u New York gdje pohađa satove glume. Nikada (pa ni danas) nije pripadao 'Hollywoodskoj A listi', i premda su mu uloge bile zapažene, nisu osigurale znatan financijski dobitak. Debitirao je na Broadwayu 1983. u predstavi 'Slab Boys', gdje je glumio s tada nepoznatim Sean Pennom i Val Kilmerom. Nakon Brodwaya glumi u sapunici 'Guiding Light'. 1978. debitira u filmu 'Animal House' koji mu ne donosi željenu slavu pa nastupa samo u manjim kazališnim ulogama. Tijekom 1980-ih glumi u nizu financijski neuspješnih filmova. Na snimanju filma 'Lemon Sky' (1987.) upoznaje svoju suprugu Kyru Sedgwick s kojom danas ima sina Travisa i kćer Sosie. Tijekom 1990-ih niže sve zapaženije uloge ('JFK', 'A Few Good Men', 'Apollo 13', 'The River Wild'), i postaje sve prepoznatljiviji filmskoj publici. Tek mu film 'Hollow Man' (2000.) donosi znatnu financijsku dobit.

## Filmografija
- Smrtna osuda (eng. Death Sentence) (2007.)
- Black Water Transit (2006.)
- Zrak koji dišem (eng. The Air I Breathe) (2006.)
- Saving Angelo (2006.)
- Dobro čuvane laži (eng. Where the Truth Lies) (2005.)
- Beauty Shop (2005.)
- Ljubavnik (eng. Loverboy) (2005.)
- Drvosječa (eng. The Woodsman) (2004.)
- Rezovi (eng. In the Cut) (2003.)
- Mistična rijeka (eng. Mystic River) (2003.)
- U Paklu nasilja (eng. Novocaine) (2001.)
- Nevidljivi čovjek (eng. Hollow Man) (2000.)
- Moj Pas Skip (eng. My Dog Skip) (2000.)
- Odjek smrti (eng. Stir of Echoes) (1999.)
- Divlja igra (eng. Wild Things) (1998.)
- Bili jednom prijatelji (eng. Digging to China) (1998.)
- Lažna Amerika (eng. Telling Lies in America) (1997.)
- Savršena slika (eng. Picture Perfect) (1997.)
- Spavači (eng. Sleepers) (1996.)
- Apollo 13 (1995.)
- JFK (1991.)
- Ubojstvo s nakanom (eng. Murder in the First) (1995.)
- Divlja rijeka (eng. The River Wild) (1994.)
- Miris slave (eng. The Air Up There) (1994.)
- Nekoliko dobrih ljudi (A Few Good Men) (1992.)
- Queenska logika (eng. Queens Logic) (1991.)
- New York Skyride (1994.)
- On kaže, ona kaže (eng. He Said, She Said) (1991.)
- Pyrates (1991.)
- Tanka linija smrti (eng. Flatliners) (1990.)
- Podrhtavanje (eng. Tremors) (1990.)
- Veliki film (eng. The Big Picture) (1989.)
- Krivično pravo (eng. Criminal Law) (1988.)
- End of the Line (1988.)
- She's Having a Baby (1988.)
- Avioni, vlakovi i automobili (eng. Planes, Trains & Automobiles) (1987.)
- Ljeto na rijeci (eng. White Water Summer) (1987.)
- Quicksilver (1986.)
- Footloose (1984.)
- Enormous Changes at the Last Minute (1983.)
- The Demon Murder Case (1983.)
- Forty Deuce (1982.)
- Diner (1982.)
- Samo kad se smijem (eng. Only When I Laugh) (1981.)
- Petak trinaesti (eng. Friday the 13th) (1980.)
- Hero at Large (1980.)
- The Gift (1979.) (TV)
- Početi iznova (eng. Starting Over) (1979.)
- Zvjerinjak (eng. Animal House) (1978.)

## Vanjske poveznice
- Kevin Bacon u internetskoj bazi filmova IMDb-u (engl.)
- Službena stranica Bacon Braće